# Palaeoscolex antiquus
Palaeoscolex antiquus är en ringmaskart som beskrevs av Glaessner 1979. Palaeoscolex antiquus ingår i släktet Palaeoscolex, klassen havsborstmaskar, fylumet ringmaskar och riket djur. Inga underarter finns listade i Catalogue of Life.